# Christian Poveda
Pour les articles homonymes, voir Poveda (homonymie).
Christian Poveda, né le 12 janvier 1955 en Algérie et mort assassiné le 2 septembre 2009  près de San Salvador, est un reporter et réalisateur franco-espagnol.

## Biographie
Les parents de Christian Grégoire Poveda sont des réfugiés républicains durant la guerre civile espagnole. Il naît en Algérie durant le tumulte précédent l'indépendance. En 1961, sa famille fuit le pays, lors de l'exode des pieds-noirs. Il a alors 6 ans.
Il commence son métier de journaliste en suivant le Front Polisario en Algérie à Tindouf. Il couvre comme photographe l'invasion de l'île de la Grenade par les États-Unis et les faits historiques en Argentine et au Chili. Il est le premier photographe à pénétrer dans la guérilla salvadorienne, en 1982, avec le journaliste de Paris Match Jean-Michel Caradec'h. Il en ramènera une série de portraits de guerilleros. Il sera également reporter de guerre en Iran, en Irak, au Liban et dans d'autres pays.
En 1986 il réalise avec le caméraman Patrick Denaud pour TF1 et CBS new's le documentaire intitulé Les guerriers de l'ombre.
Christian Poveda a longtemps vécu à El Salvador. C'est en 1980 qu'il y va pour la première fois, en tant que photo-reporter. Il y couvre l'actualité au quotidien jusqu'au début des années 1990. En 1991 il y réalise son premier documentaire, ce qui lui permet de se faire de nombreux amis et contacts dans le pays. En 1990, après avoir quitté le photojournalisme, il décide de se consacrer entièrement à la réalisation de documentaires. Le cinéaste signe ainsi On ne tue pas que le temps en 1996 et Voyage au bout de la droite en 1998. Dix ans plus tard, il réalise sa dernière œuvre en tant que cinéaste, un documentaire long métrage sur les gangs au Salvador intitulé La Vida loca. Le tournage se déroule sur 16 mois auprès des bandes criminelles qui y sévissent, appelées « Maras ». Son tournage se concentre particulièrement sur la Mara 18, « La Dieciocho ».
Il est assassiné le 2 septembre 2009, de quatre balles dans la tête, alors qu'il rentrait d'un tournage. Son corps est retrouvé près de sa voiture, entre Soyapango et Tonacatepeque,. Plusieurs suspects sont arrêtés dans le département de Tonacatepeque ainsi que Juan Napoleón Espinoza Pérez, chef de la police de Soyapango. 
Selon deux journalistes français de l'agence CAPA, cet assassinat aurait été rendu possible, autorisé ou peut-être même commandité par « le parti d’extrême droite au pouvoir et […] le chef de la police […], qui a aujourd’hui été suspendu ».
Le 9 mars 2011, les 31 inculpés associés au groupe Mara 18 sont jugés au Salvador : 14 sont condamnés dont deux seulement à des peines lourdes. Le procureur avait requis 56 ans de prison et demi contre l'ex-policier Juan Napoleón Espinoza Pérez comme l'instigateur du meurtre ; il n'est condamné qu'à 4 ans, faute de preuves suffisantes. Reporters sans Frontières parle d'un procès bâclé, expédié en 24 heures d'audience, n'ayant pas permis de faire la lumière sur les responsables.

## Œuvres (documentaires)
- Lève ta garde, mon homme !, 1995 (68 min), documentaire sur la boxe thaïe[7]
- On ne tue pas que le temps, 1996
- Voyage au bout de la droite, 1998
- Les Bannis, 2000
- "un tour de passe passe",2000
- Strip de velours, réalisé par Jean-Marc Barbieux et Christian Povéda (52 minutes)
- La vida loca, sorti en France le 30 septembre 2009. Le documentaire est présenté au festival du cinéma de Saint-Sébastien en septembre 2008, ainsi que dans d'autres festivals comme celui de Morelia, La Havane (Festival international du nouveau cinéma latino-américain de La Havane), San Luis Potosí (Festival Internacional San Luis Cine), Helsinki (Festival international du film d'Helsinki) et Göteborg (Festival international du film de Göteborg)